# Ianthocincla sukatschewi
Ianthocincla sukatschewi là một loài chim trong họ Leiothrichidae.
Đây là loài đặc hữu của miền bắc Trung Quốc, nơi sinh sống tự nhiên của nó là rừng ôn đới. Loài chim này bị đe dọa do mất môi trường sống.
Loài chim này đã có lúc được đặt vào chi Garrulax nhưng sau khi công bố một nghiên cứu phát sinh phân tử toàn diện vào năm 2018, nó đã được chuyển sang chi tái lập Ianthocincla. Tên cụ thể tôn vinh thương gia, nhà từ thiện và nhà sưu tập người Nga Vladimir Platonovich Sukachev (1849-1919).